# Різдво у Швейцарії
Цей запис описує основні різдвяні традиції Швейцарії, а також історичні та соціально-економічні аспекти свята.

## Загальні відомості
Різноманітність мов, культур і релігійних конфесій Швейцарської Конфедерації також відображається в різдвяних традиціях.
Серед важливих дат різдвяного періоду є, як і в сусідніх країнах, 6 грудня, день, присвячений святу Сан-Нікола.

## Традиції

### Дарувальники
Основний дарувальник подарунків може змінюватися залежно від мови та релігійної конфесії.
Тому у нас може бути Святий Миколай або Санта Клаус відомий у Швейцарії як Саміхлаус, Пер Ноель або маленький Ісус.
Серед італомовного населення Бефана також з'являється 6 січня, як і в Італії.

#### Святий Миколай

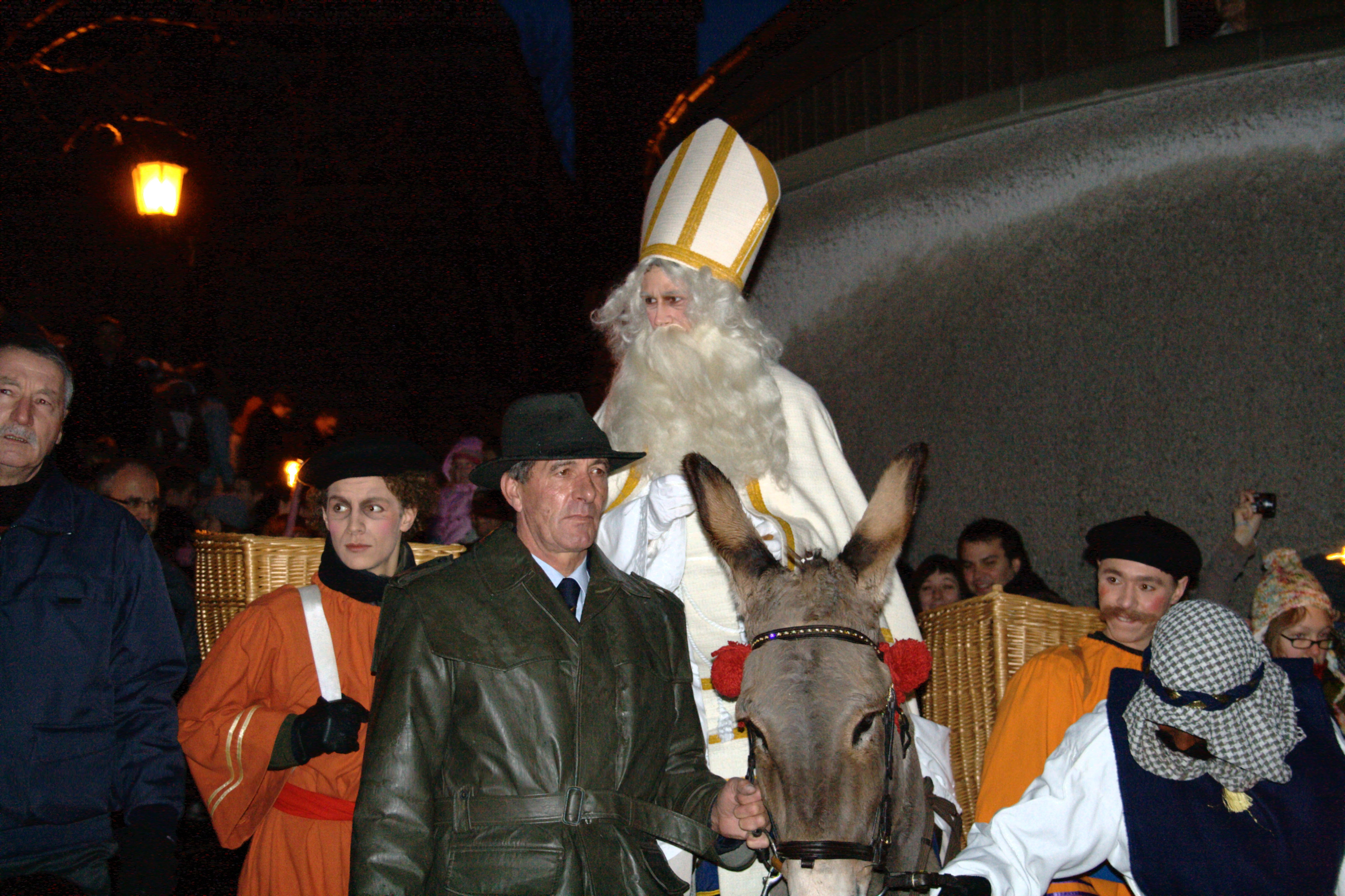
Свято Святого Миколая у Фрайбурзі

У Фрайбурзі Святий Миколай з'являється верхи на віслюку, а потім виголошує промову про події минулого року, після чого приєднується до місцевих жителів за вечерею.
Зі святом Миколая пов'язана також особлива традиція — Klausjagen (буквально: «Полювання на Святого Миколая»), яка відбувається ввечері 5 грудня: під час цього заходу жителі проводжають людину, перевдягнену як Святий Миколая в картонній митрі, прикрашеній складними мотивами.
Типовим супутником Святого Миколая є у Швейцарії Шмуцлі.

### Новорічний парад
Увечері 31 грудня, напередодні Нового року, у Вільі проходить Silversterumzug («Новорічний парад»), під час якої діти ходять по вулицях міста з ліхтариками, співаючи різдвяні пісні.

### Silvesterkläuse

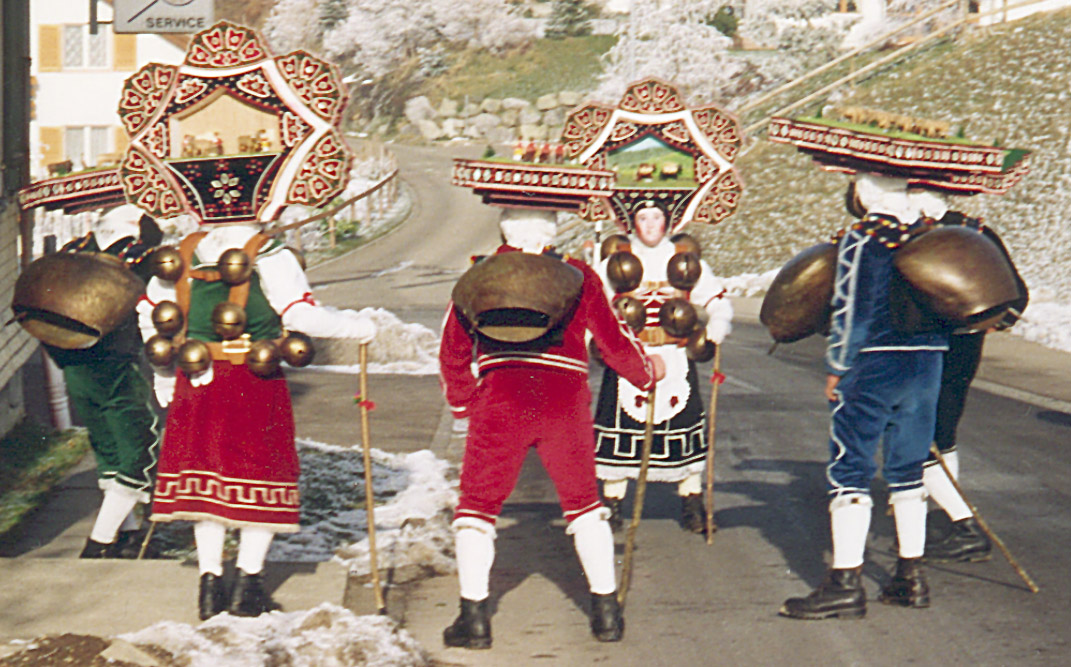
Silversterkläuse

Особливою традицією в деяких населених пунктах кантону Аппенцелль-Ауссерроден, таких як Герізау, Хундвіль, Штайн, Урнеш , Вальдштат , Швелбрунн, є Silvesterkläuse або Silvesterchläuse, фігури, одягнених у коров'ячі дзвіночки, листя тощо. які появляються 31 грудня та 13 січня (переддень Нового року за юліанським календарем).

## Гастрономія

### Солодощі

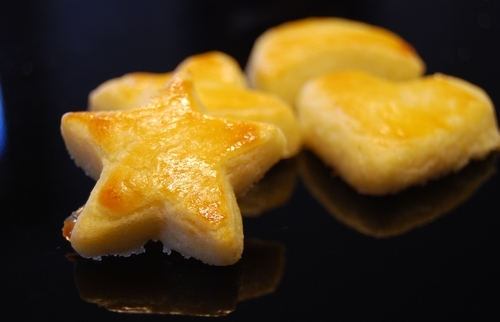
Маландерлі

Типовими різдвяними солодощами у Швейцарії є:
- Basler Brunsli, печиво з шоколадом і фундуком[1][5]
- Chräbeli, анісове печиво[1]
- Läbchueche, пряне медове печиво[1]
- Mailänderli, здобне печиво[1]
- Tirggel, типове для Цюриха печиво, прикрашене різдвяними сценами[1]
- Zimtsterne, печиво зі зіркою кориці[1]

## Різдво у Швейцарії в масовій культурі

### Кіно
- Дія фільму 1969 року режисера Пітера Р. Ханта з Джорджем Лезенбі, агентом 007 «На секретній службі Її Величності», частково розгортається у Швейцарії під час Різдва[6]
- Дія фільму «Закохане Різдво» у 2004 році режисера Нері Паренті з Массімо Болді та Крістіаном Де Сікою в головних ролях відбувається у Швейцарії (зокрема в Гштааді) під час Різдва[7]
- Дія фільму 2010 року режисера Паоло Костелли з Массімо Болді, Вінченцо Салемме та Якопо Сарно в головних ролях розгортається у Швейцарії (особливо в Санкт-Моріці) під час Різдва[8]

## Галерея

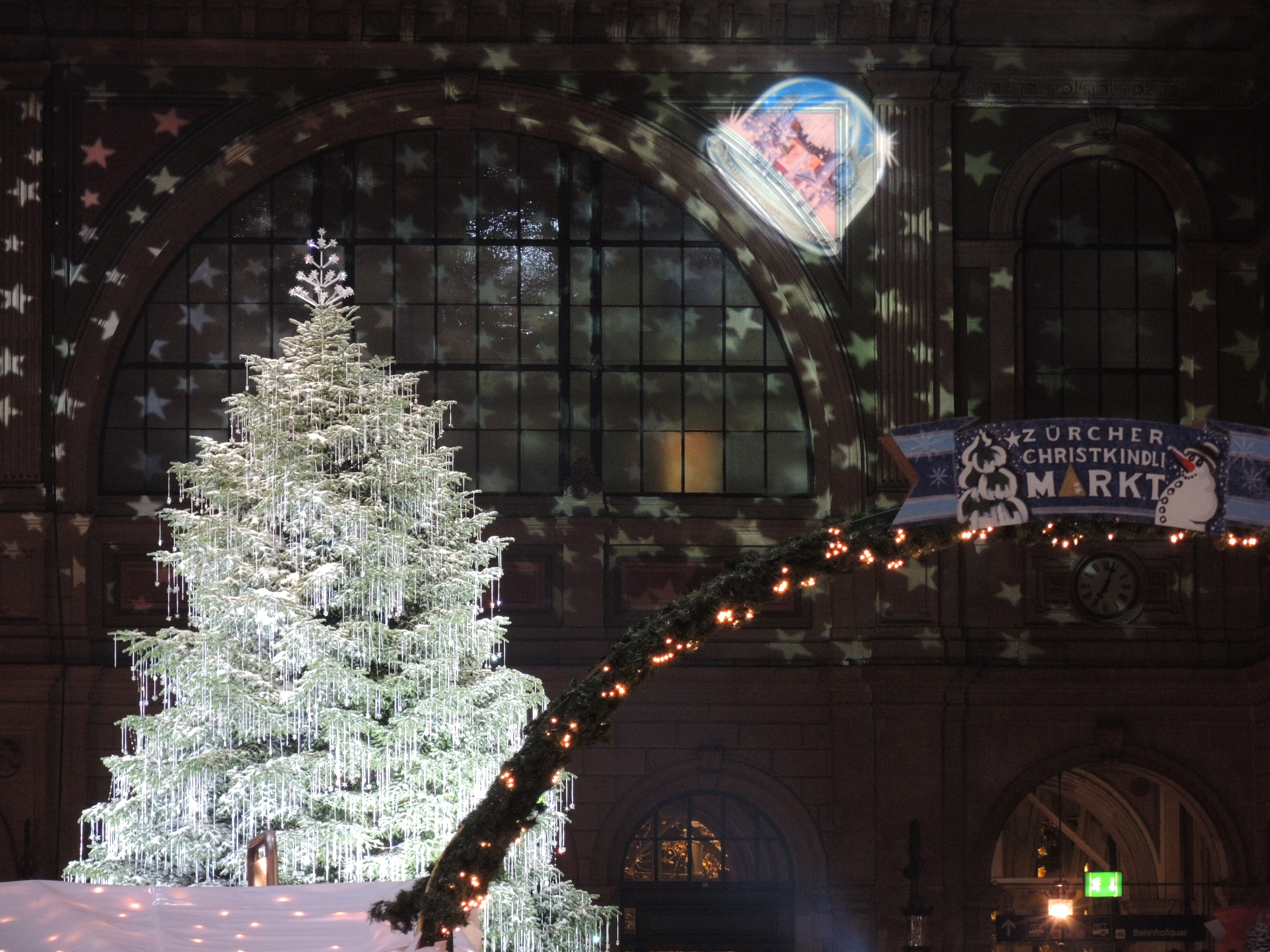
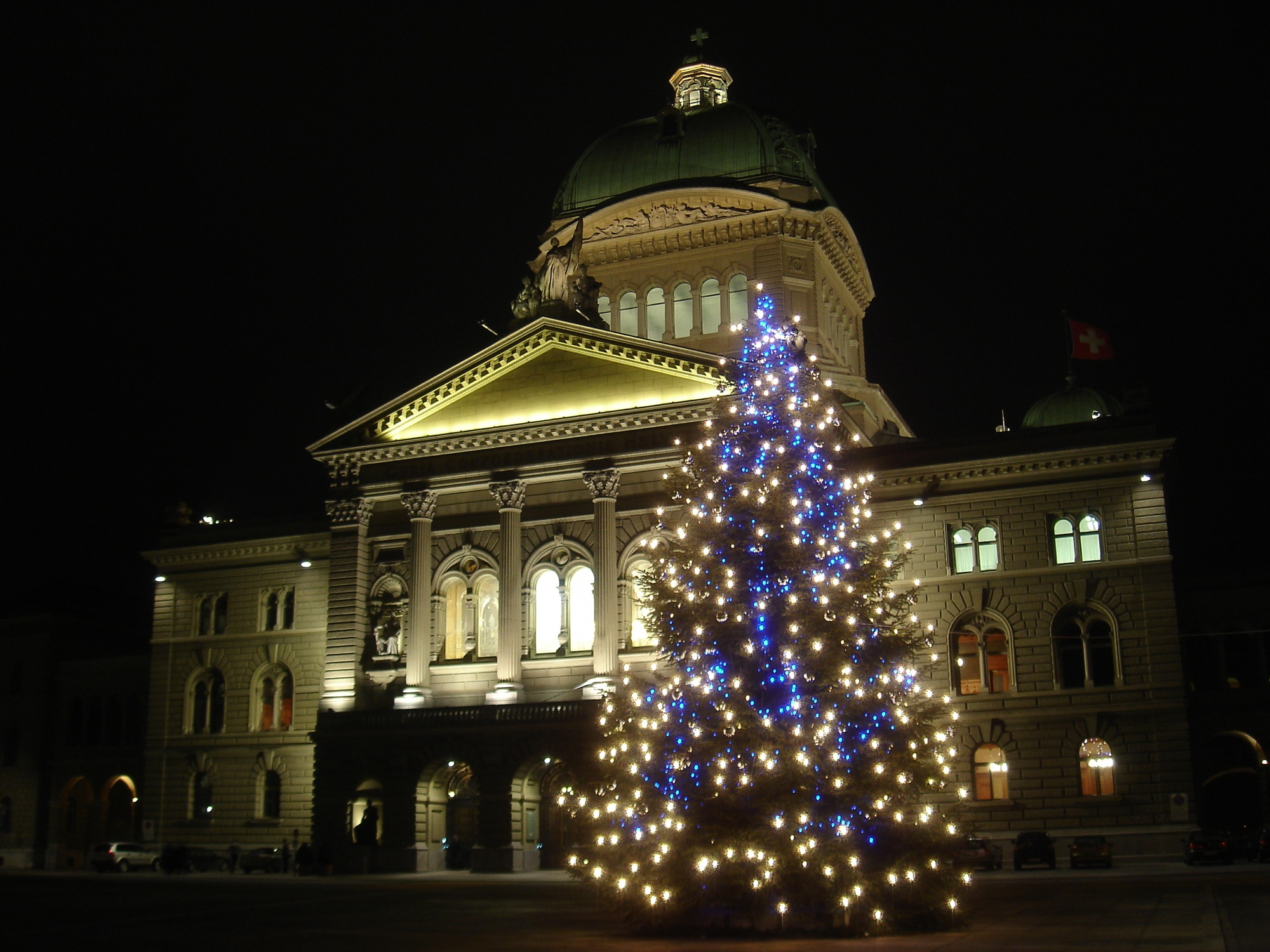
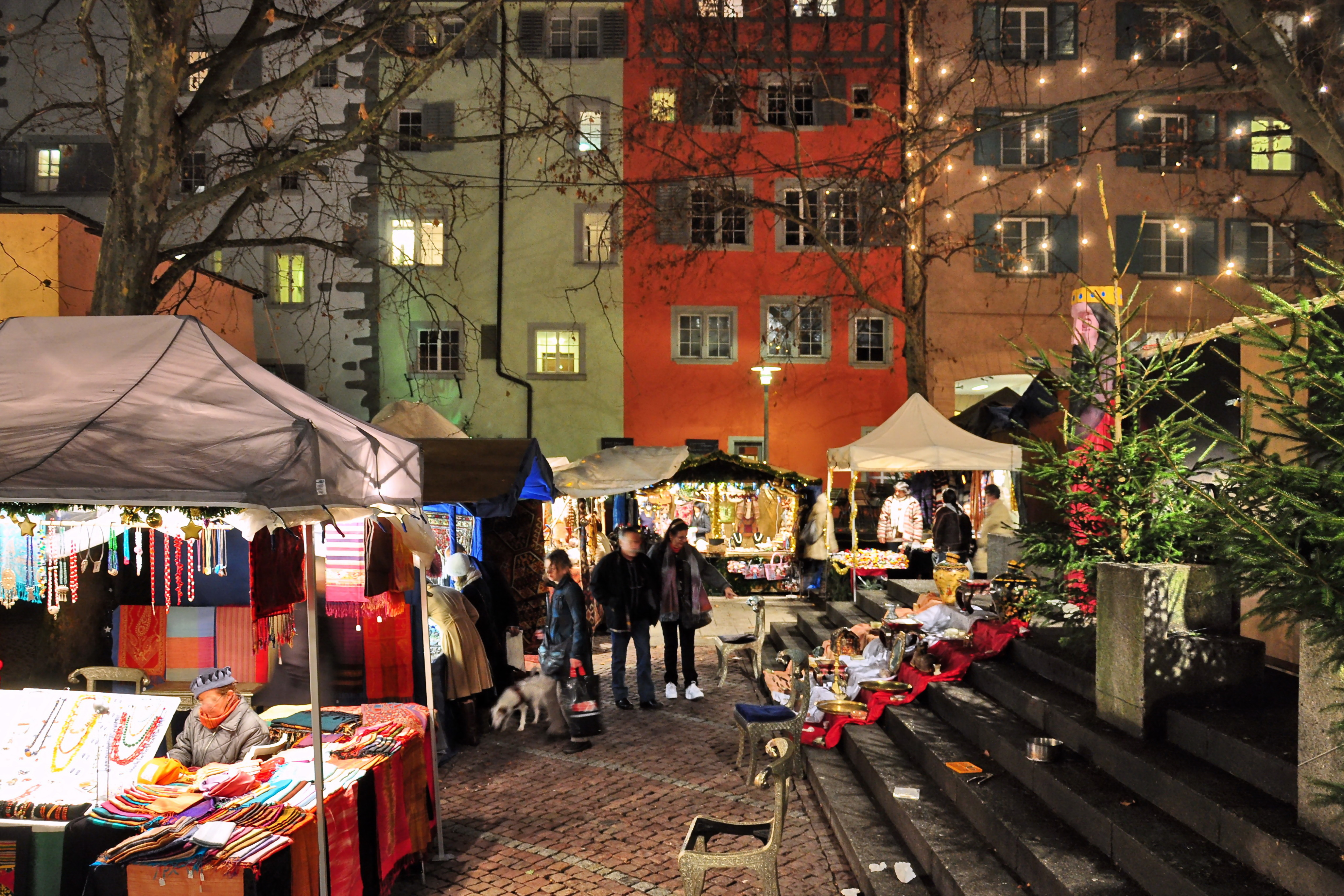
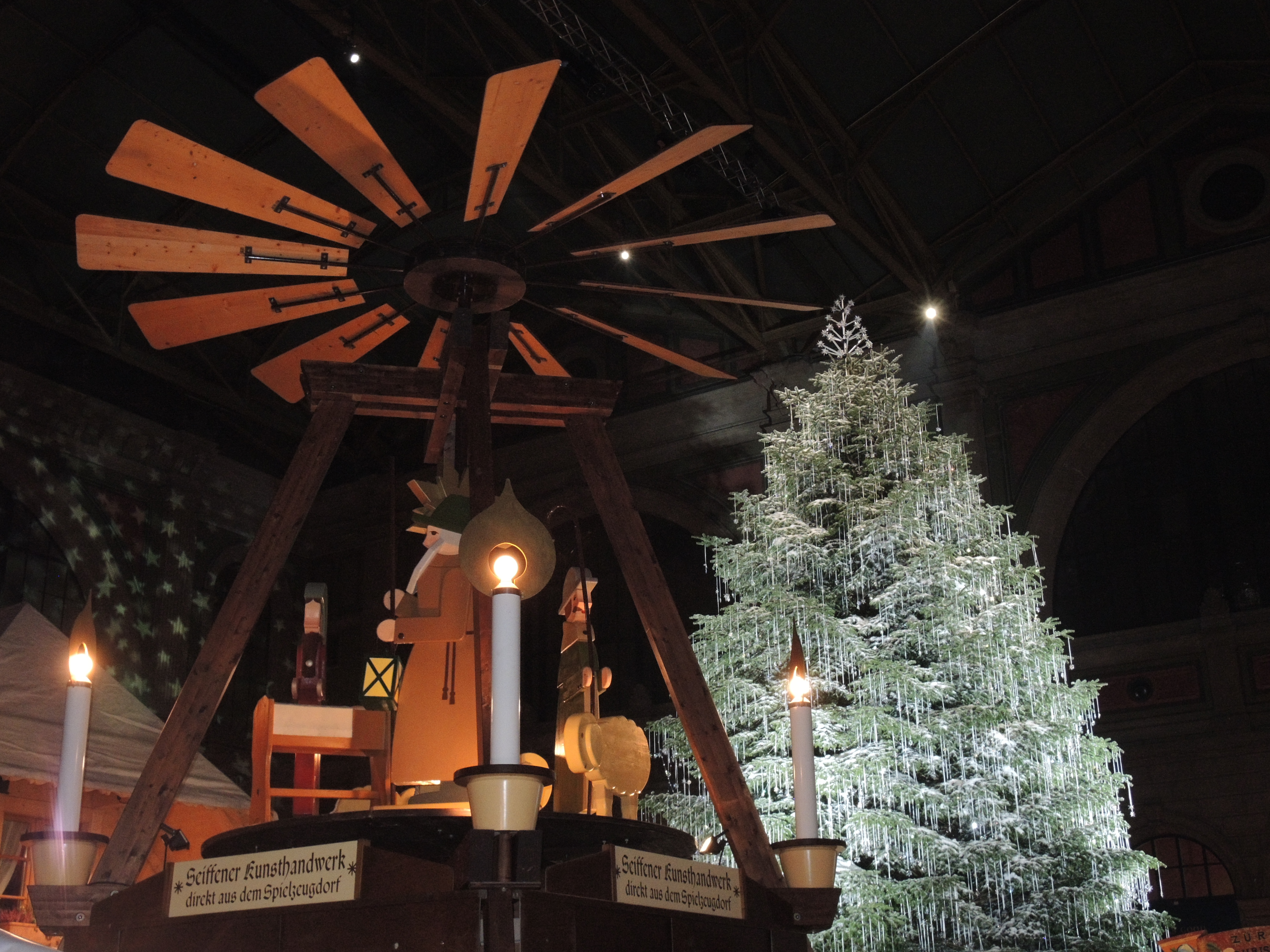
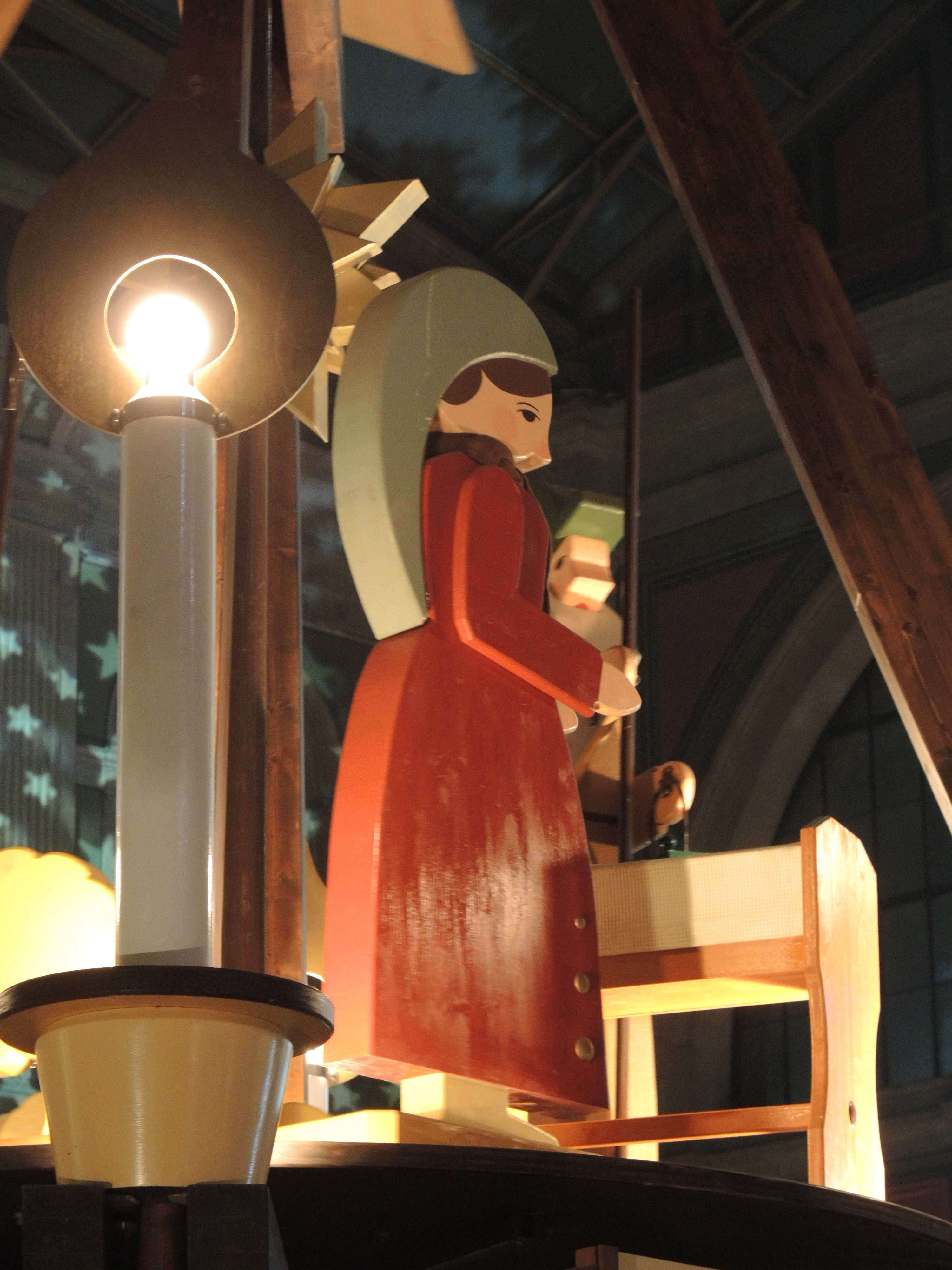
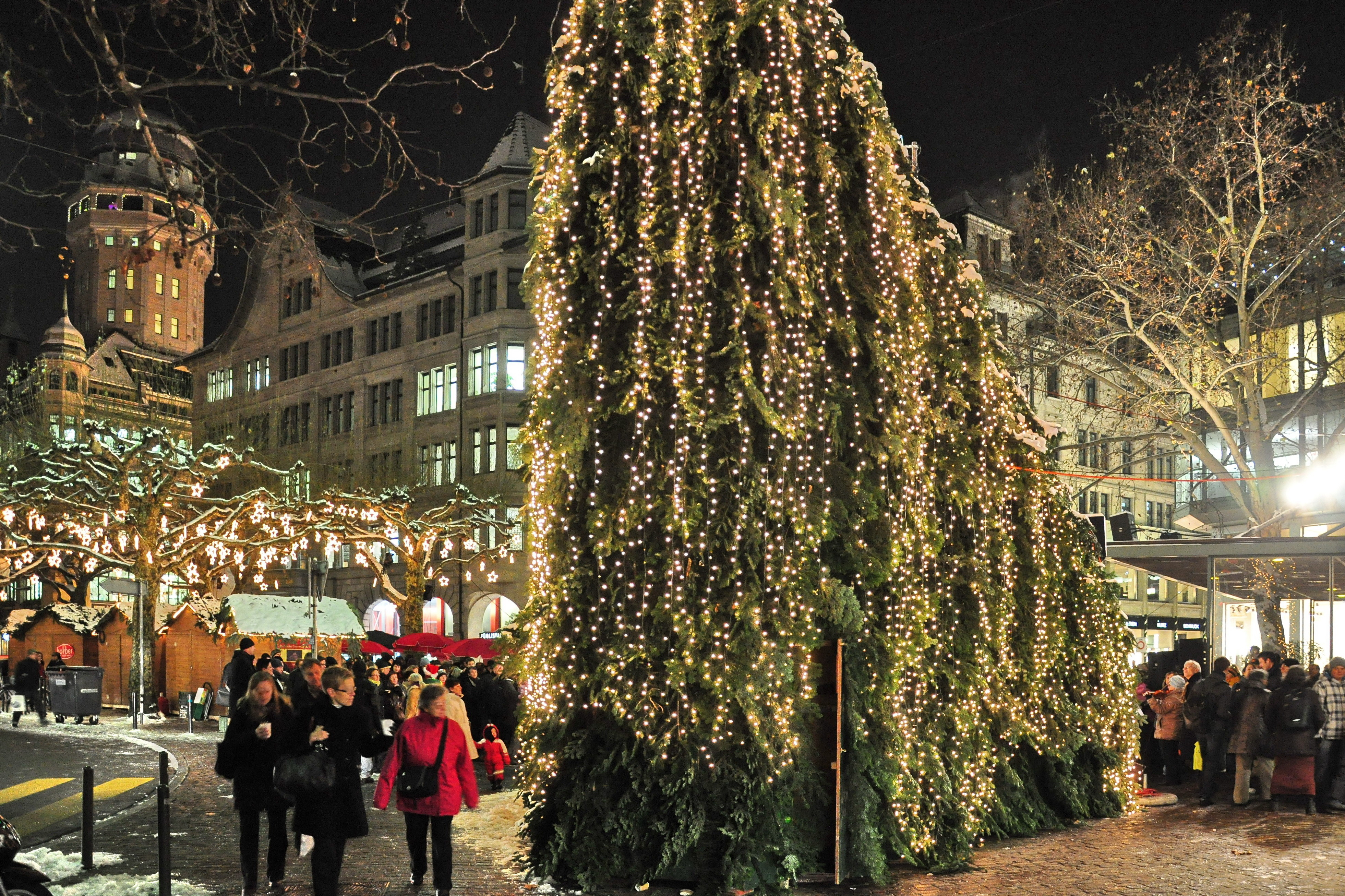

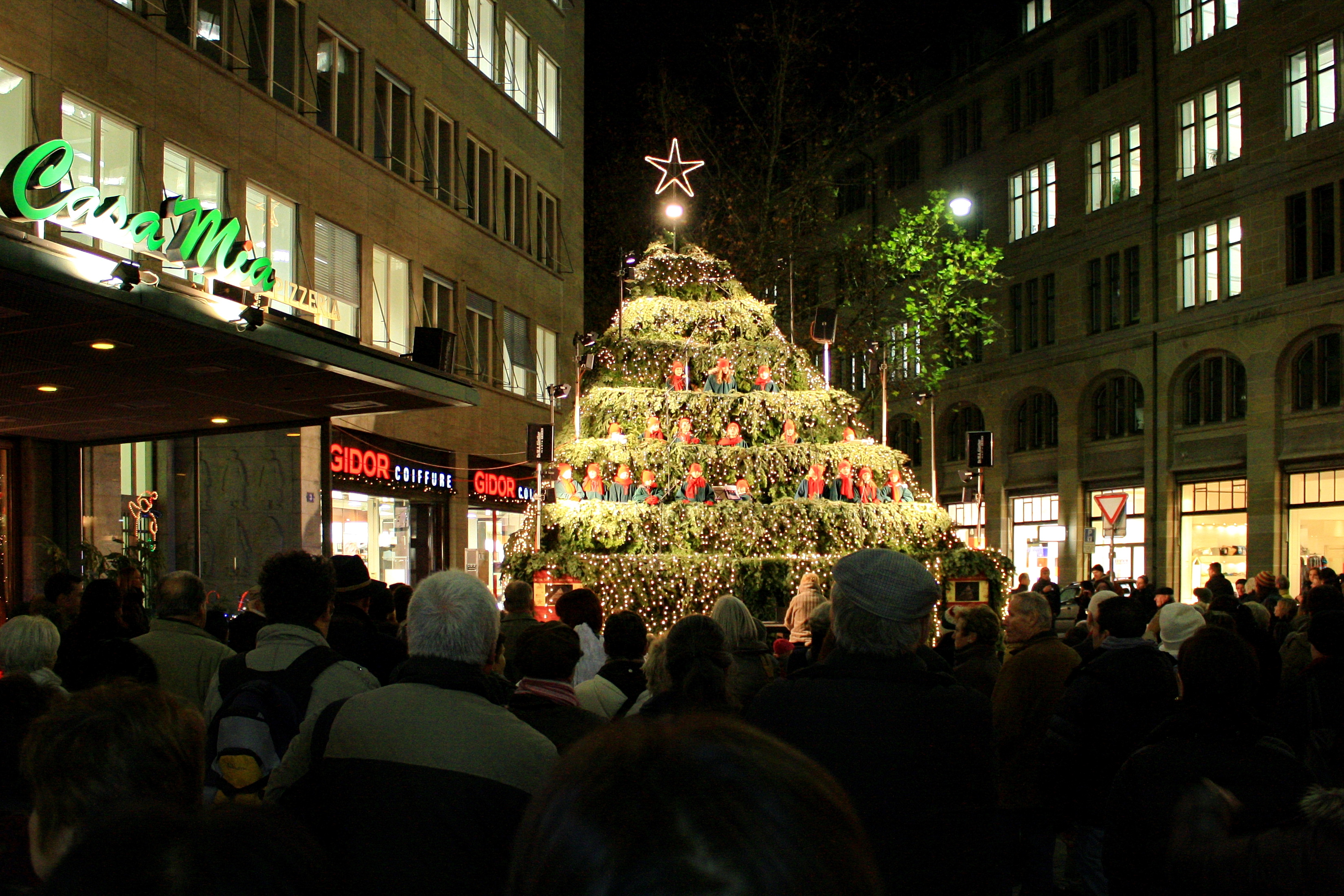
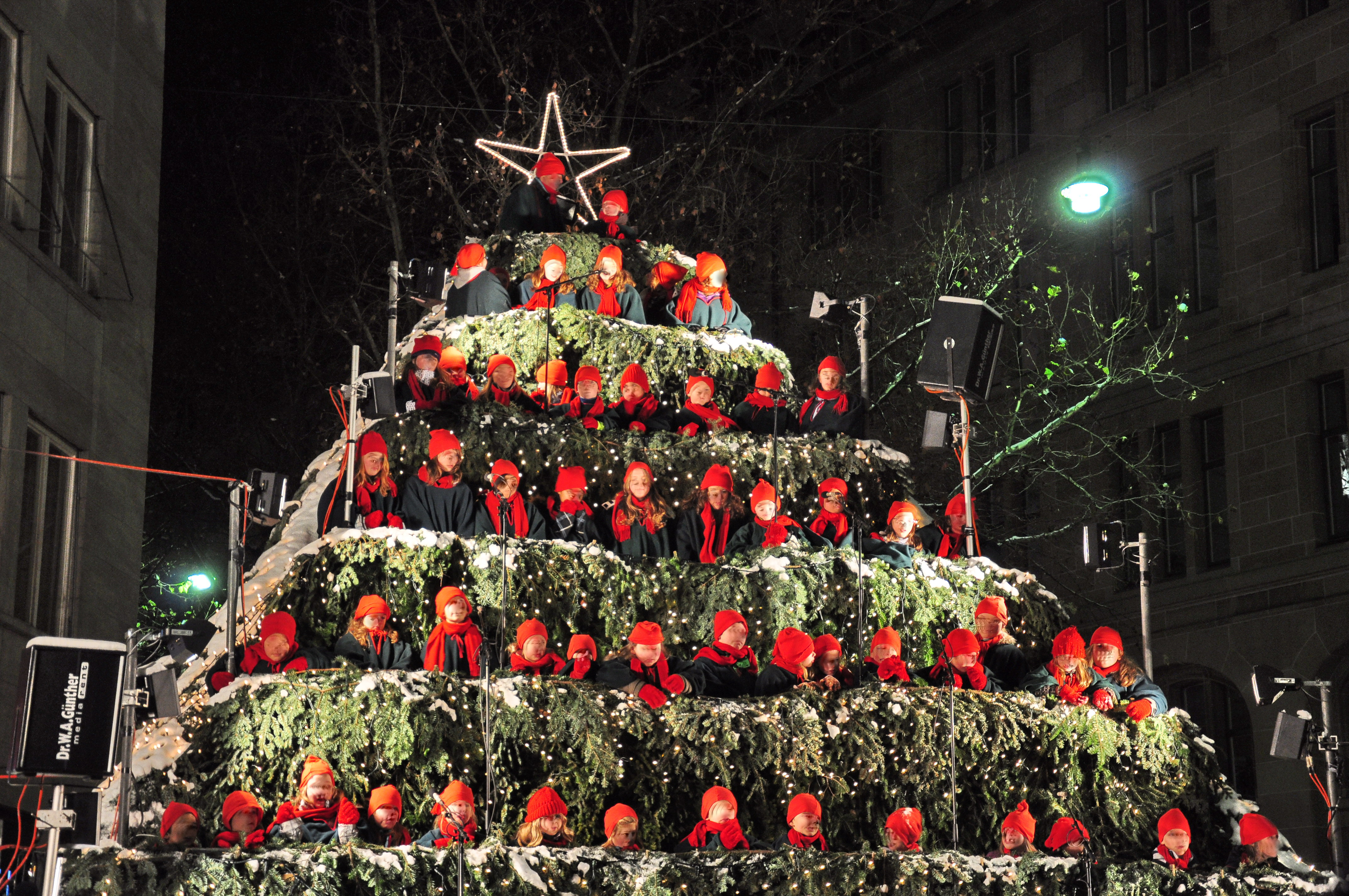
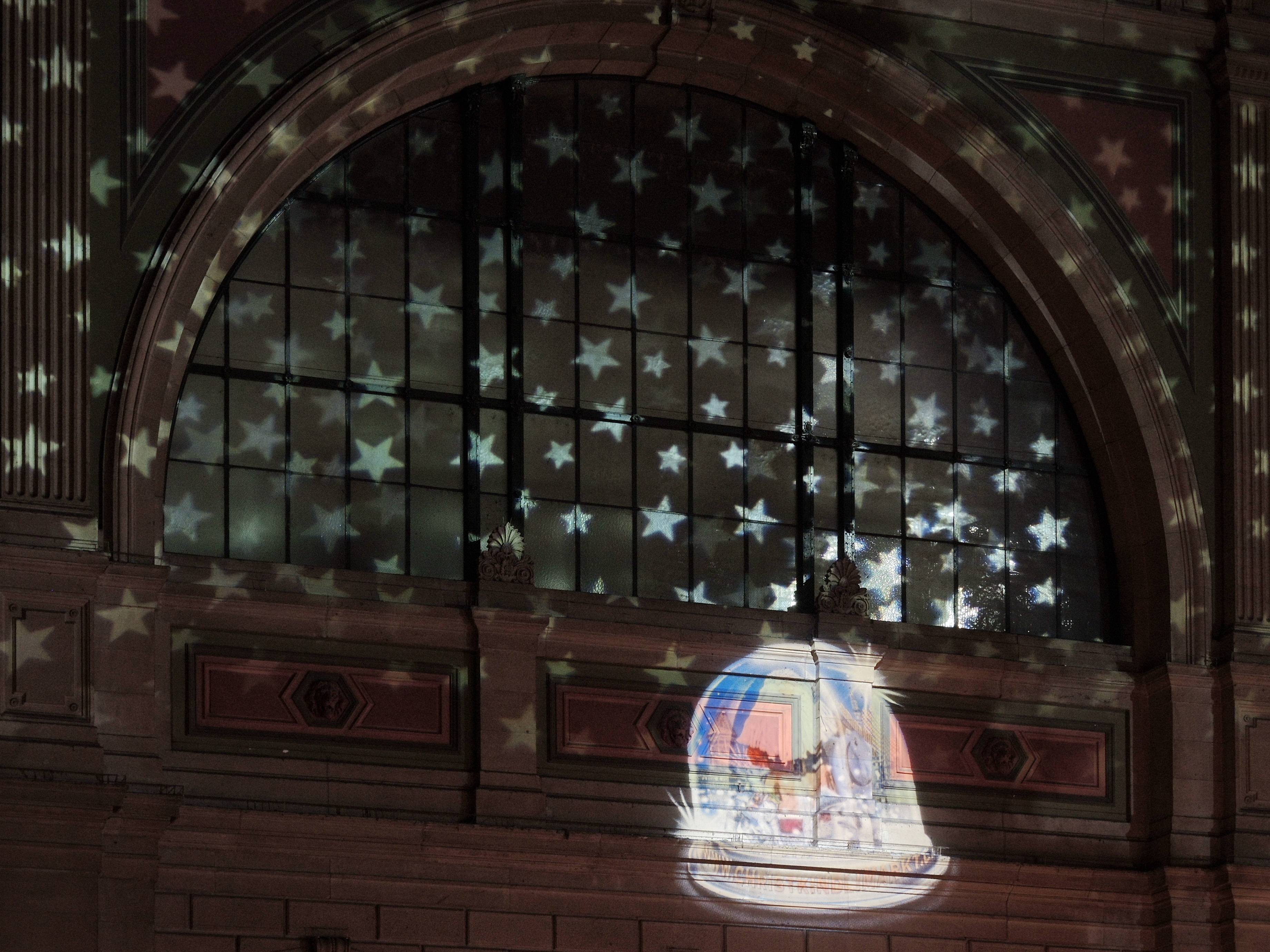
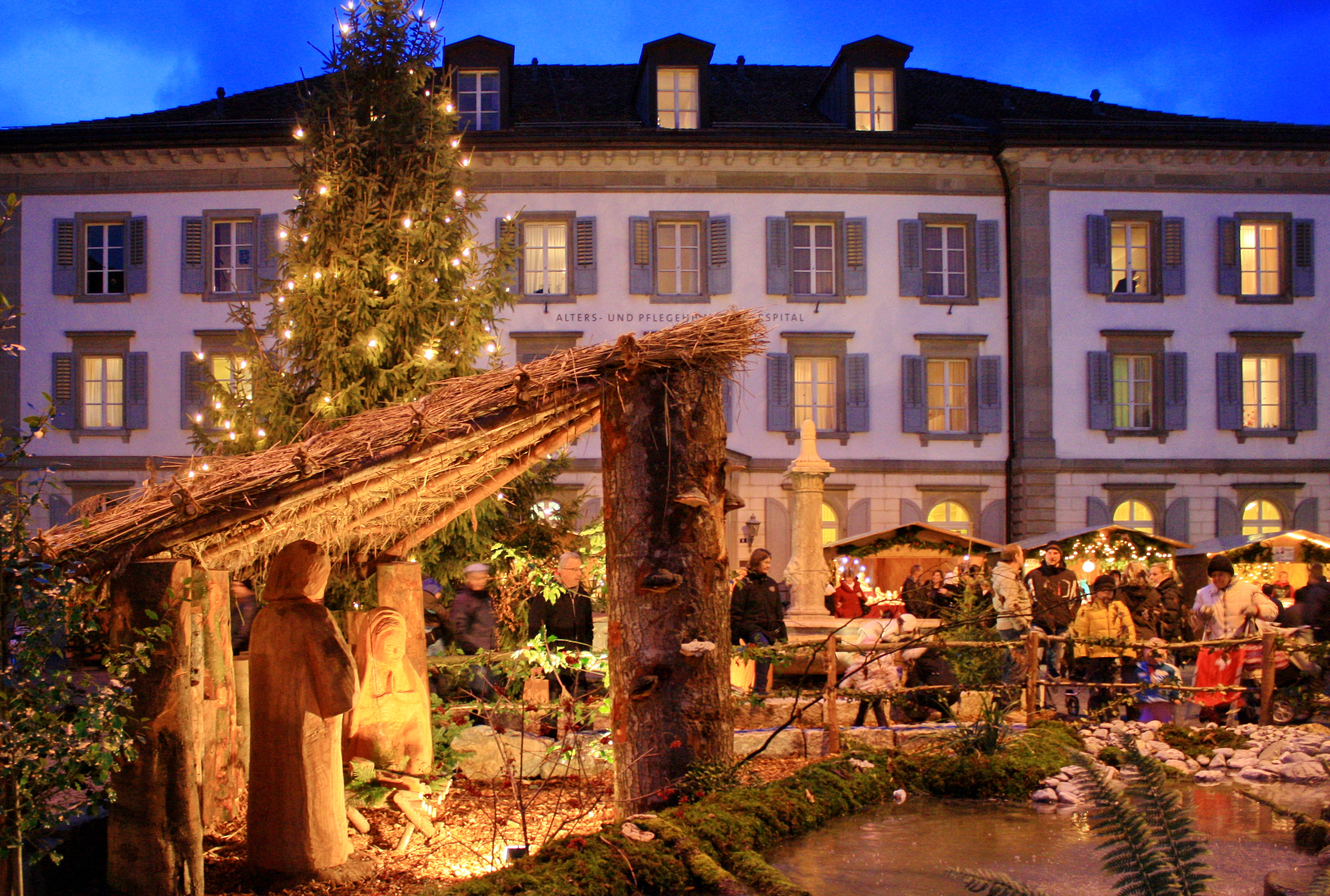
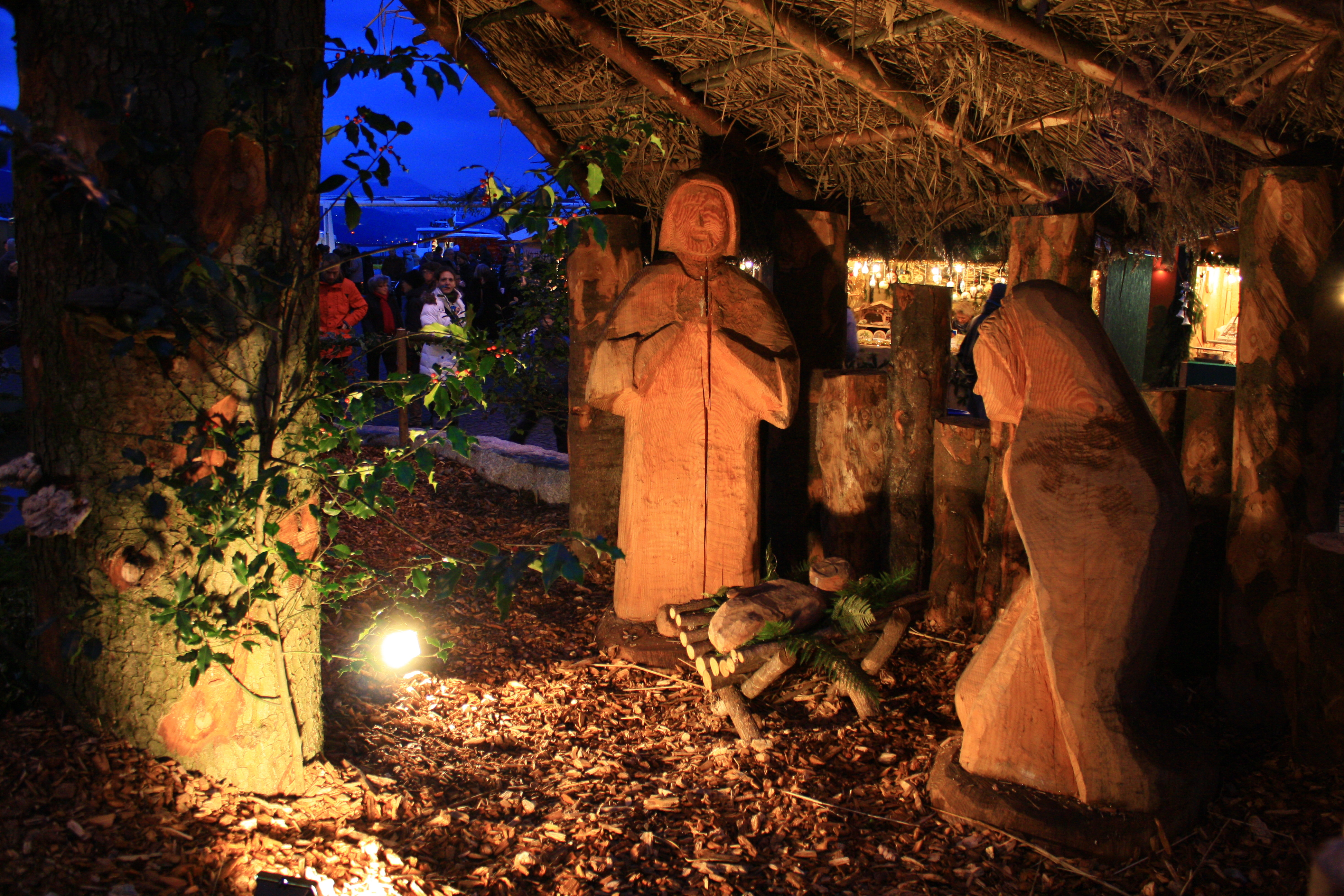
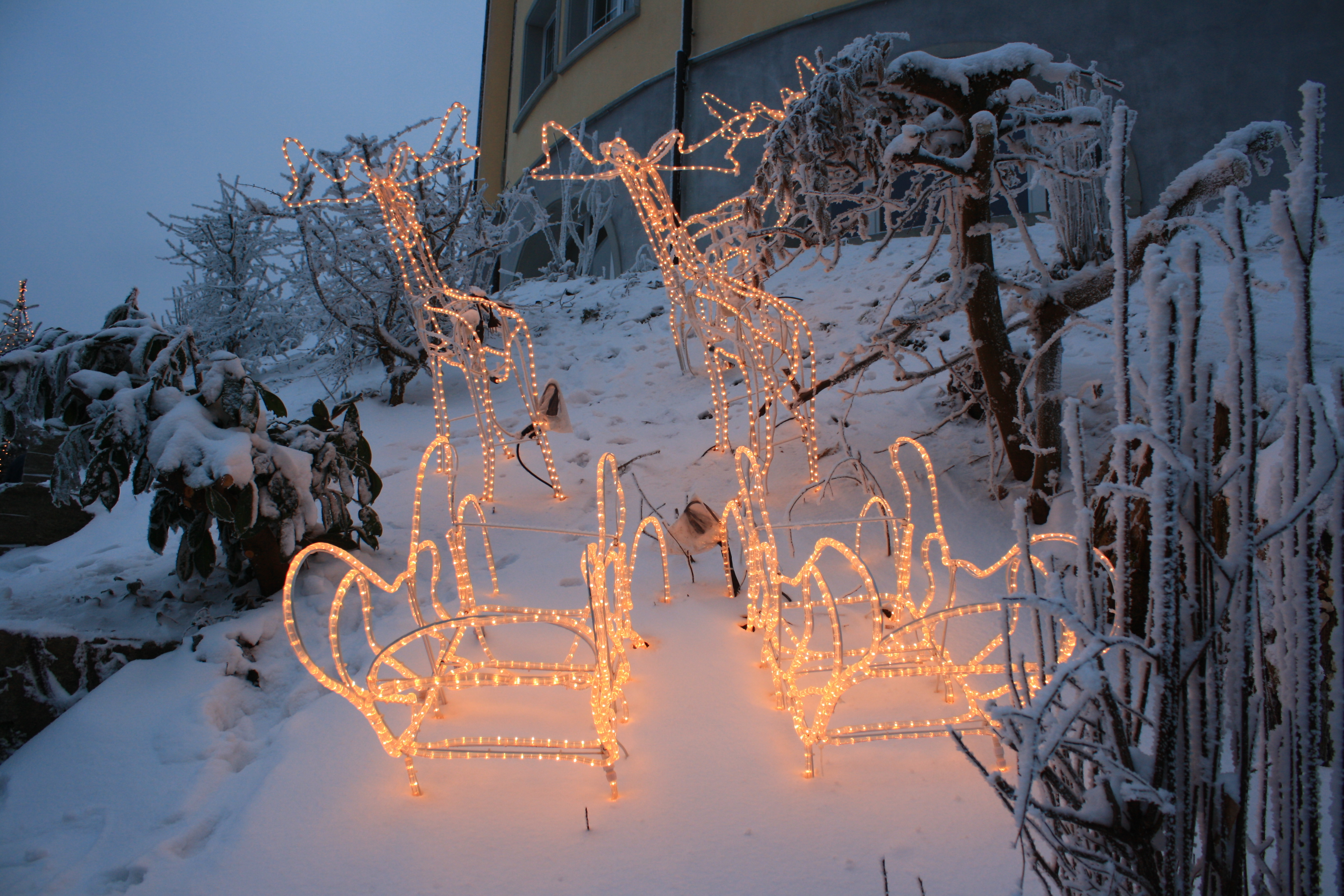

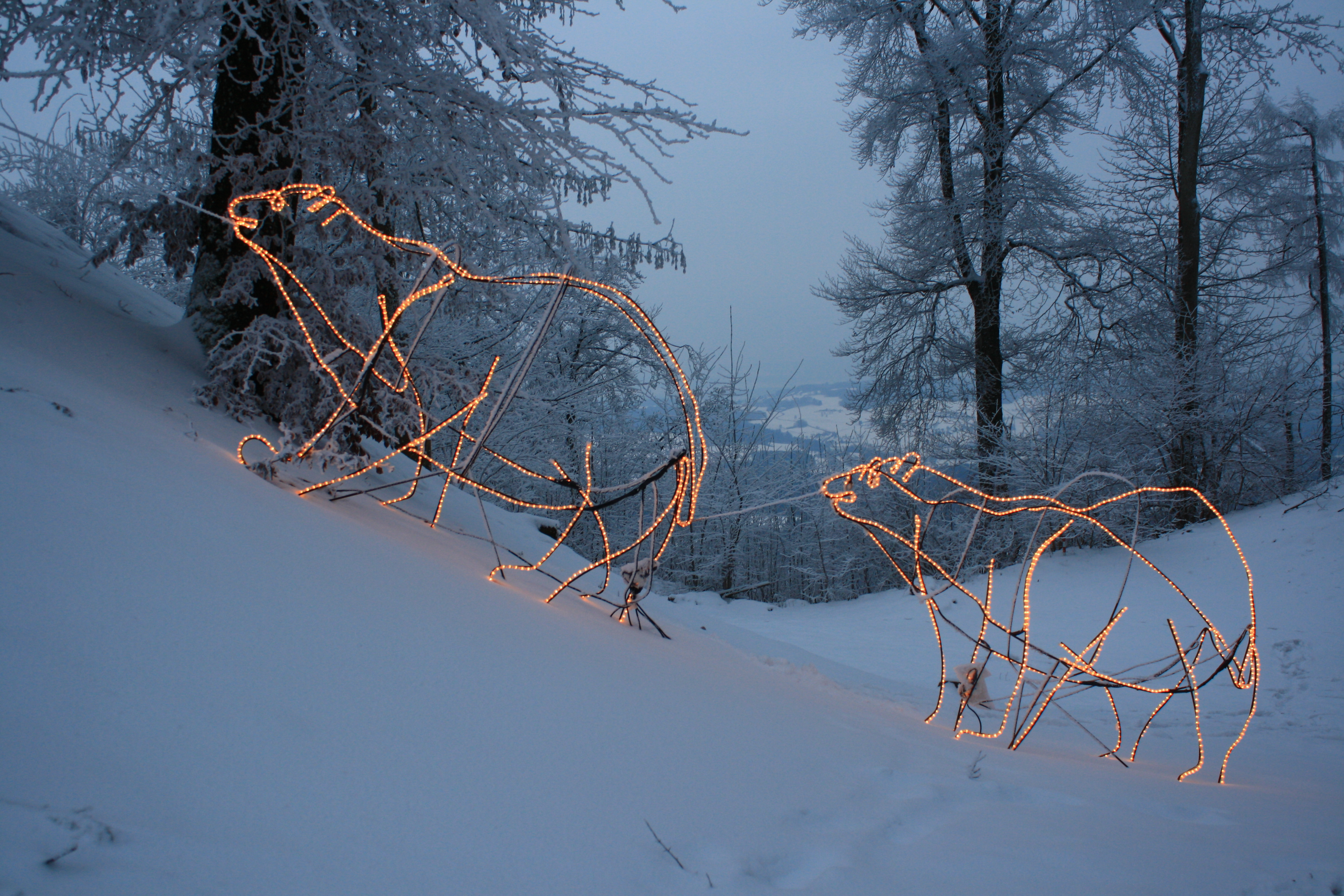
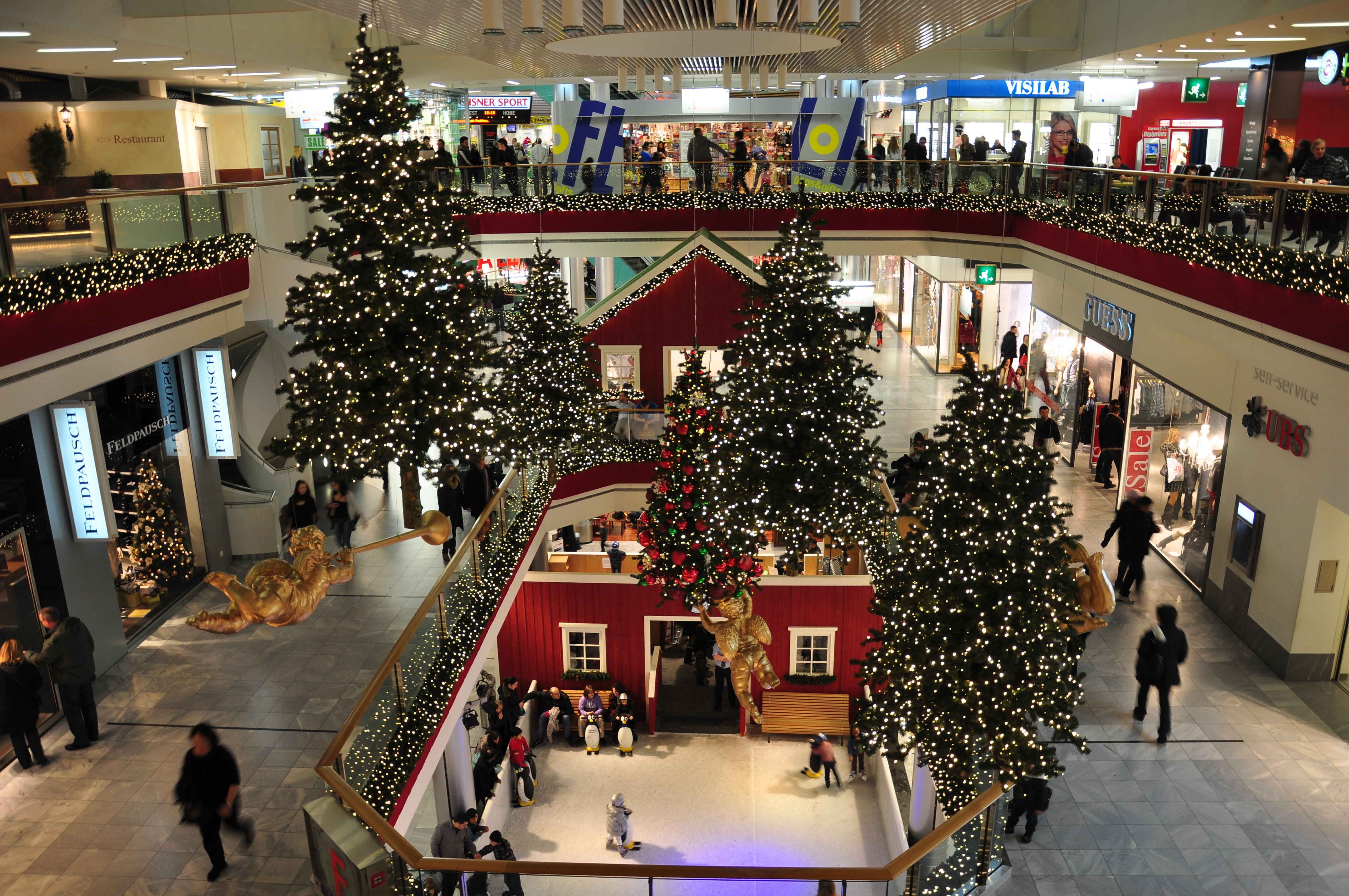
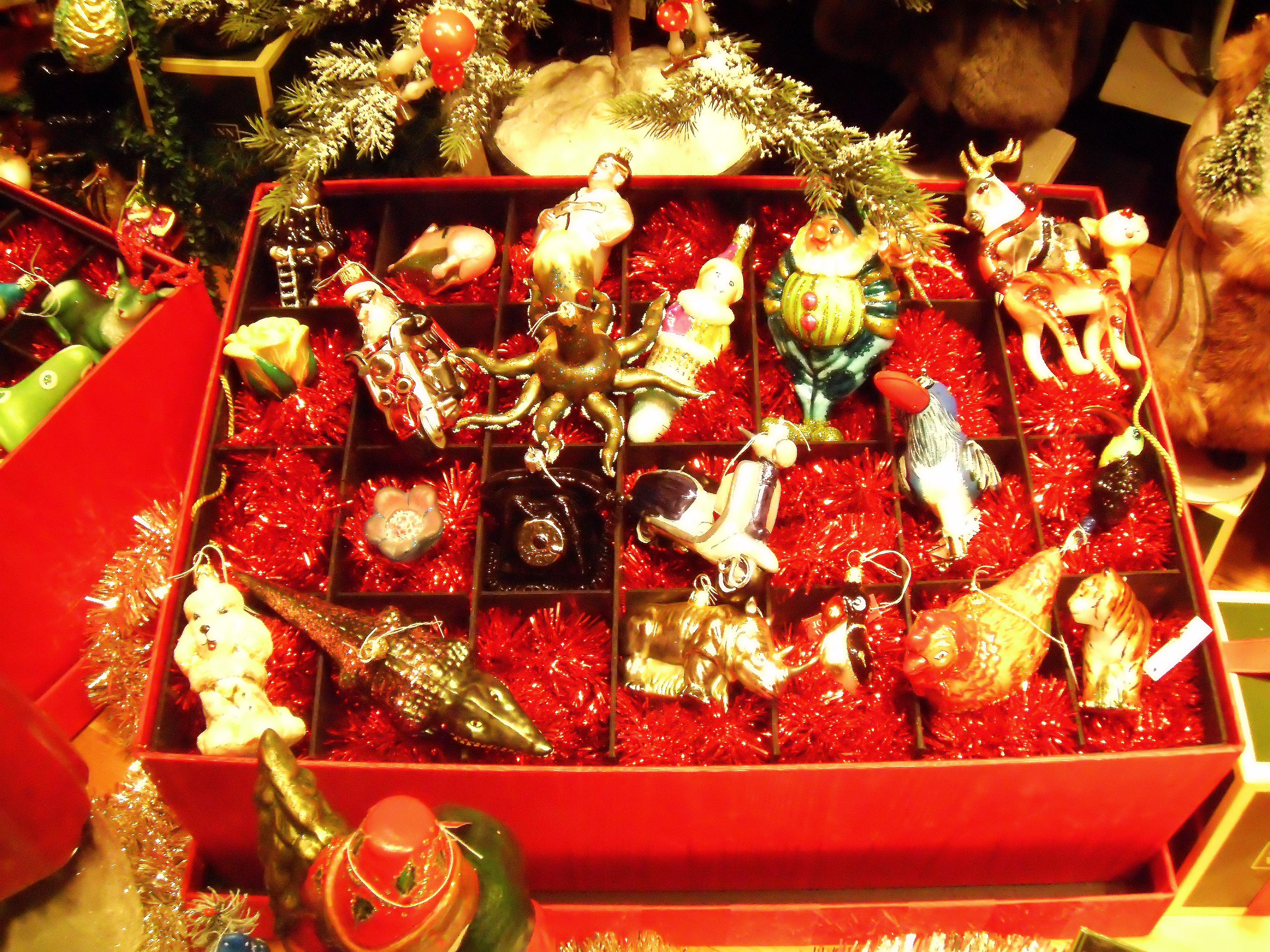
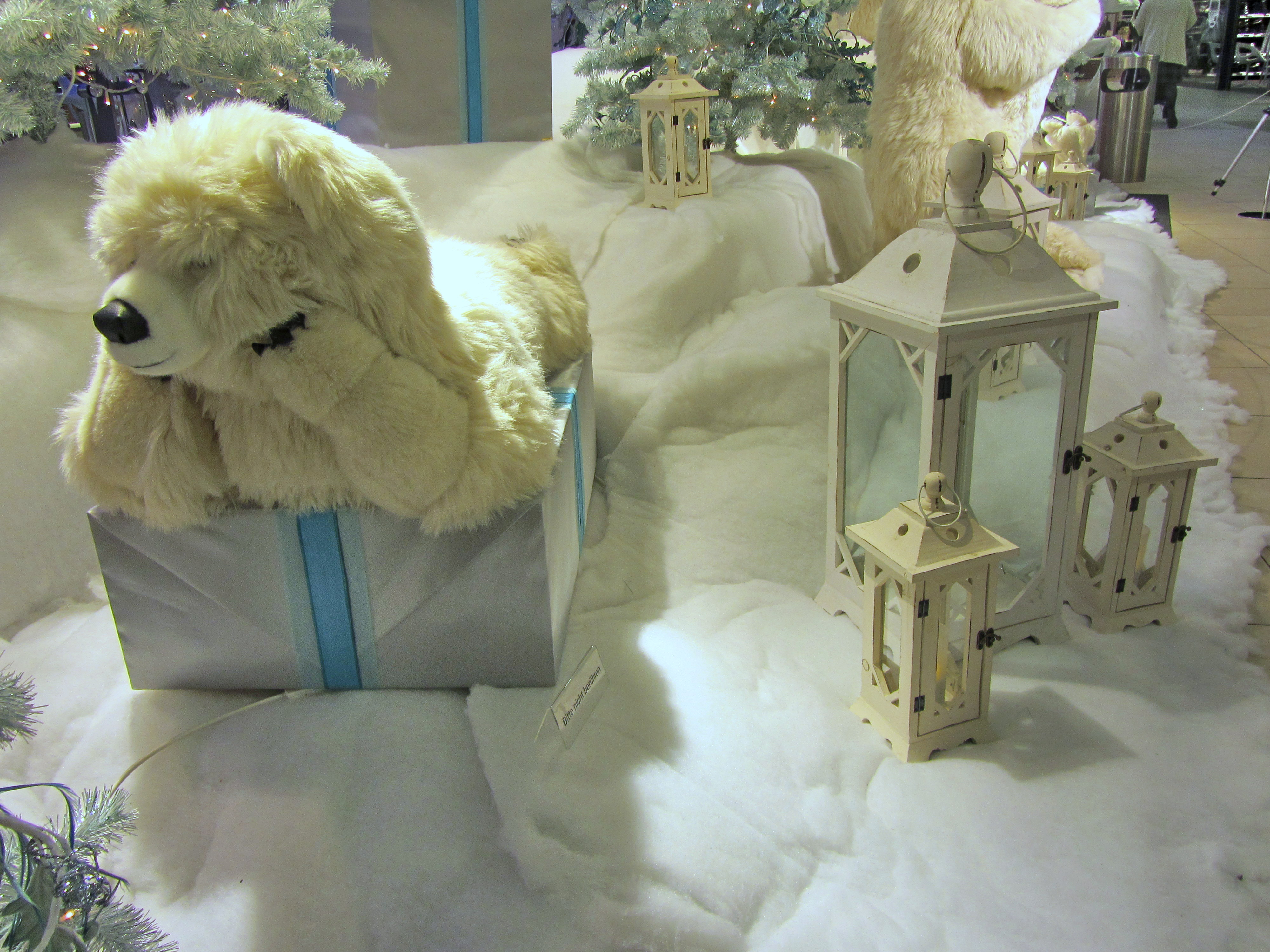
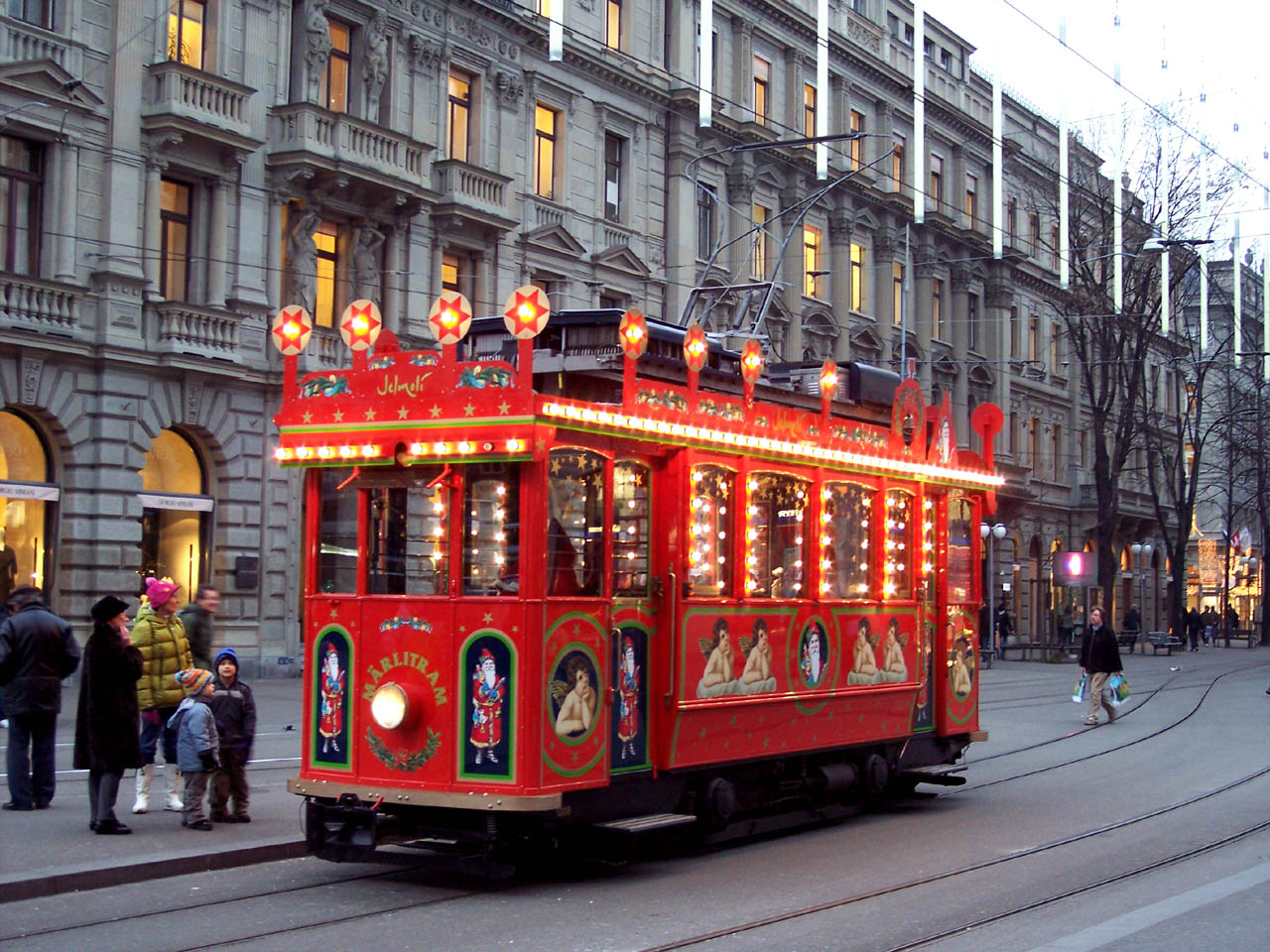
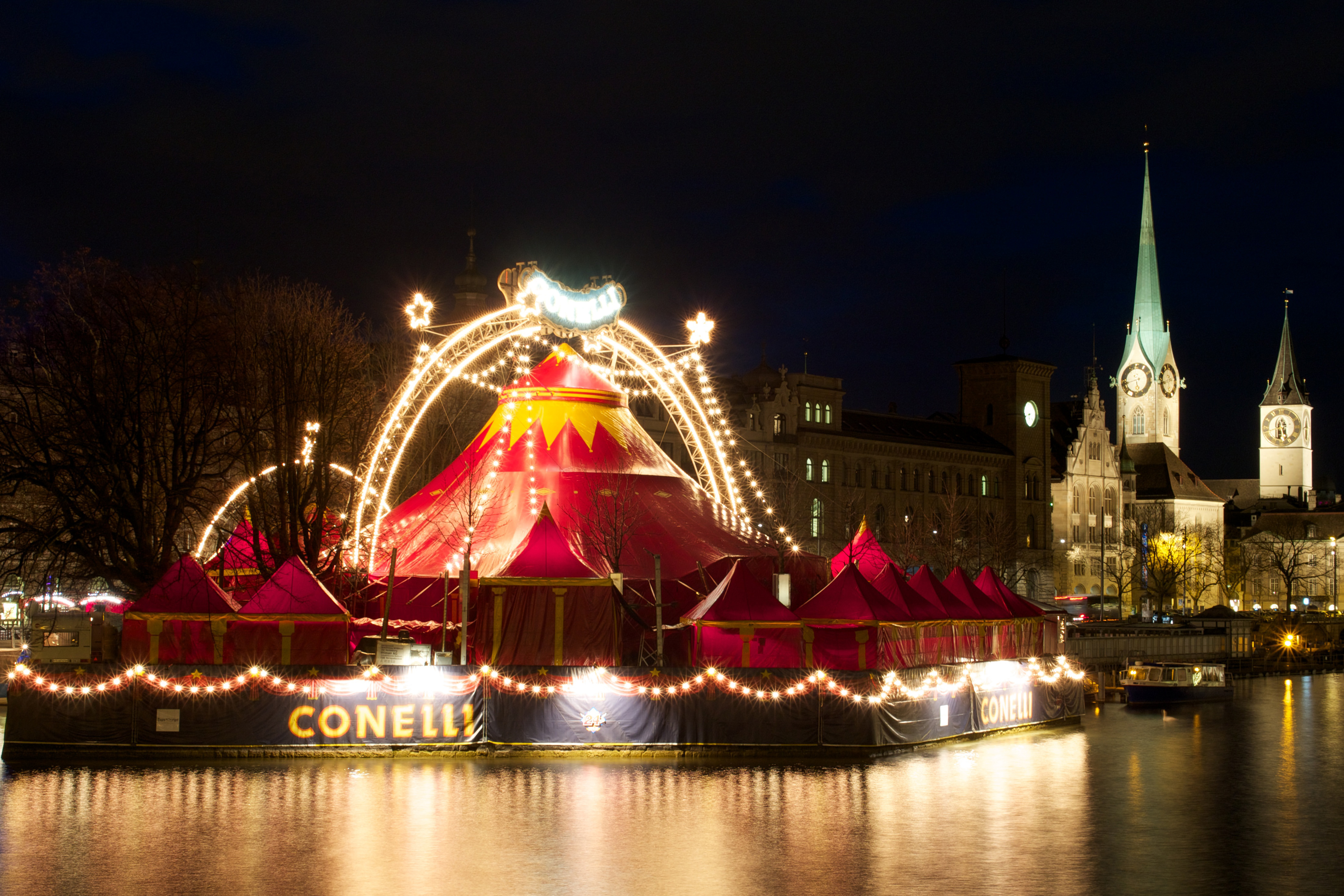

## Примітка
1. 1 2 3 4 5 6 7 8 9 10 11 12 13 14 15  cfr. Bowler, Gerry, «Dizionario universale del Natale» («The World Encyclopedia of Christmas»), ed. italiana a cura di C. Corvino ed E. Petoia, Newton & Compton, Roma, 2003, p. 328
2. ↑  Christmas in Switzerland su Santa's.net
3. ↑  Bowler, Gerry, op. cit., p. 314
4. ↑  Ronza, Cara, Capodanno Giuliano, in: Bell'Europa, Giorgio Mondadori, Editore, Milano, Nr. 128, Dicembre 2003, pp. 114—115
5. ↑  Basler Brunsli su Saveur.com
6. ↑  IMDb: Agente 007 - Al servizio segreto di Sua Maestà
7. ↑  IMDb: Christmas in Love
8. ↑  IMDb: A Natale mi sposo

## Інші проєкти
- Wikimedia Commons contiene immagini o altri file su Natale in Svizzera